# Skorveriset
Skorveriset (norwegisch für Blanker Klippenanstieg) ist ein Gletscherbruch in der Orvinfjella des ostantarktischen Königin-Maud-Lands. Er liegt im südlichen Teil des Gagaringebirges.
Wissenschaftler des Norwegischen Polarinstituts benannten ihn 1964.